# L'Estalviada (l'Estany)

L'Estalviada, respecte del terme de l'Estany

L'Estalviada és un paratge la meitat del qual són camps de conreu del terme municipal de l'Estany, a la comarca del Moianès.
Està situat a la zona sud-oriental del terme, a la vall de la Riera de Postius, que travessa pel mig el paratge, prop i al nord de la Font d'Auró. És als peus, al costat de llevant, del turó de la Barra, al sud-est del Racó dels Bucs.